# Экронская надпись
Царская посвятительная надпись из Экрона или просто Экронская надпись — эпиграфический памятник письменности, посвятительная надпись, найденная в месте её первоначальной установки, на руинах храма, во время раскопок 1996 года в Экроне. В научной среде артефакт известен также как «KAI 286».
Надпись, вырезанная на известняковом блоке прямоугольной формы, содержит пять строк и 71 символ и упоминает Экрон, подтверждая тем самым идентификацию места, а также пять его правителей, включая Икаусу (вероятно, делящий имя с библейским Ахишем), сына Пади.
Пади и Икаусу известны из новоассирийских хроник конца VIII и VII веков до н. э. как цари Экрона. Царь Пади упоминается в них в связи с событиями 701 и 699 годов до н. э., а Икаусу — 673 и 667 годов до н. э., что позволяет уверенно связать дату создания надписи с первой половиной VII века до н. э., или, если точнее, со второй четвертью этого века.
Это первый текст, который был достоверно установлен как «филистимский» на основании описания Экрона как филистийского города в Библии (см. Нав. 13:3 и 1Цар. 6:17). Однако написан он на варианте ханаанского языка, похожем на финикийский (библские надписи) и древнееврейский, так что его первооткрыватели называют его «чем-то вроде загадки».

## Открытие
Надпись была обнаружена при раскопках Экрона на холме Тель-Микне экспедицией во главе с Сеймуром Гитином и Труде Дотан под эгидой Олбрайтовского научно-исследовательского института.
Она представляет собой один из основных документов для установления более точной хронологии событий, относящихся к концу позднего библейского периода, особенно возможной поздней истории филистимлян. Поэтому-то надпись часто упоминается как одна из самых важных археологических находок XX века в Израиле.

## Перевод
Текст написан справа налево в стилистике финикийских надписей из Библоса и на схожем диалекте.
𐤟𐤁𐤕𐤟𐤁𐤍𐤟𐤀𐤊𐤉𐤔𐤟𐤁𐤍𐤟𐤐𐤃𐤉𐤟𐤁𐤍
bt·bn·ʾkyš·bn·pdy·bn·
Этот храм [был] построен Акишем, сыном Пади, сына
𐤉𐤎𐤃𐤟𐤁𐤍𐤟𐤀𐤃𐤀𐤟𐤁𐤍𐤟𐤉𐤏𐤓𐤟𐤔𐤓𐤏𐤒
ysd·bn·ʾdʾ·bn·yʿr·śrʿq
Йасида, сына Ады, сына Йаира, правителя Эк-
𐤓𐤍𐤟𐤋𐤐𐤕[ ]𐤉𐤄𐤟𐤀𐤃𐤕𐤄𐤟𐤕𐤁𐤓𐤊𐤄𐤟𐤅𐤕
rn·lpt[ ]yh·ʾdth·tbrkh·wt
рона, для свой госпожи Pt[ ]yh, Да благославит она его, и
𐤟𐤔𐤌⸢𐤓⸣𐤄𐤟𐤅𐤕𐤀𐤓𐤊𐤟𐤉𐤌𐤄𐤟𐤅𐤕𐤁𐤓𐤊
šm⸢r⸣h·wtʾrk·ymh·wtbrk·
да защитит она его, да продлит дни жизни его и да благославит
𐤀⸣𐤓⸢𐤑⸣𐤄⸣
⸢ʾ⸣r⸢ṣ⸣h
страну его

## Интерпретации
Язык и форма содержимого надписи из Экрона демонстрирует значительное финикийское влияние, а имя Икаусу из ассирийских источников интерпретируется как форма филистимского имени Ахиш.
Надпись содержит список из пяти правителей (סר‎ sar) Экрона, отцов и сыновей: Яир, Ада, Ясид, Пади и Ахиш, а также имя богини Pt[ ]yh, которой посвящен храм. Пади и Икаус упоминаются в новооассирийских царских хрониках, которые служат основанием для датировки их правления концом VIII — началом VII веков до нашей эры. Надпись также позволила надёжно опознать место раскопок, упомянув название «Экрон».
Идентичность «Pt[ ]yh» стала предметом научной дискуссии: третья буква слова может быть уменьшенной гимель, формируя таким образом «ptgyh», имя ранее неизвестного божества (условно, Пифогея); буквой реш в слове «ptryh»/Пидрай — имени дочери Баала/Балу, богини плодородия; нун, дающая «ptnyh» (условно, Потния). Некоторые вообще не помещают буквы, читая слово как «ptyh».

## Другие надписи
В результате раскопок также было найдено 16 коротких надписей, включая kdš l’šrt («посвящённый [богине] Ашерат»), lmqm («для святыни») и букву «тет» с тремя горизонтальными линиями под ней (вероятно, указывающими на 30 единиц продукции в качестве десятины) и серебряный медальон.